# AzTV
AzTV (азерб. Azərbaycan Televiziyası) — головний азербайджанський інформаційно-розважальний телеканал. Мовлення ведеться на азербайджанською мовою на території Азербайджана. Штаб-квартира розташована в Азербайджані в Баку. Також здійснюється супутникове мовлення на Європи (Hot Bird та Sesat), Азію (Turksat 1C), і Північну Америку (Galaxy 25).

## Телебачення в Азербайджані
Мовлення азербайджанського телебачення почалося за часів СРСР в 1956 році. Після розпаду СРСР розпочав мовлення телеканал AzTV. В липні 1996 року в Азербайджан е в Баку була змонтована нова телевізійна вишка.

## AzTV і Європейський мовний союз
За повідомленнями канал AzTV був прийнятий в Європейська мовна спілка в 2007 році (фігурує дата 15 червня 2007 року). Але активного співробітництва між телеканалом і Європейською мовною спілкою не відбувається. Це пов'язано з тим, що телеканал AzTV не є достатньо незалежним від уряду країни.
Активна співпраця вилилося в те, що Азербайджан брав участь в Євробаченні в 2008 року, яке відбулося в Сербії у Белграді (Євробачення-2008). AzTV підтверджує свою незалежність від офіційної влади країни в січні 2008 року.

## Передачі
- «Sahar», музична програма, її ведучий — Кулу Мехеремлі. Вперше передача вийшла в ефір 14 серпня 1995 року. Ранкова версія програми показується в інших країнах таких як Росія, Туреччина, Іран, Грузія та Туркменістан.
- «Khazar», телепрограма Ільгара Пашазаде. Прем'єра цієї телепрограми відбулася 10 лютого 1997 року. Програма складається з двох блоків: перший складається з інформації про внутрішні азербайджанських та зовнішніх міжнародних подіях, а друга частина розповідає про культурі та економіці країни.

## Премії
- 1996 — переможець премії «New Journalist Company» в номінації «Media-achar»
- 1999 — гран-прі («Grand-pre»)